# Distichophyllum fasciculatum
Distichophyllum fasciculatum là một loài Rêu trong họ Hookeriaceae. Loài này được Mitt. mô tả khoa học đầu tiên năm 1876.